# Ямада, Кадзуо
Кадзуо Ямада (яп. 山田和夫; 1928 — 11 августа 2012) — японский киновед и кинокритик.

## Биография
Окончил Токийский университет. Предметом его исследований было советское кино. Редактор-составитель Собрания сочинений С. М. Эйзенштейна в 8-ми томах (1973—1983). Был Председателем Национального конгресса за возрождение японского киноискусства и Ассоциации кино для рабочих.
Член жюри международного кинофестиваля Меридианы Тихого (2003).

## Сочинения
- Эйзенштейн (1964)
- Проблемы киноискусства (1968)
- История современного кино Японии (1970)
- 80 лет японскому кино (1976)
- Больное изображение (1976)
- Современная история мирового кино (1977)
- Мои университеты (1981)

## Награды
- 2009 — Диплом «За преданность ММКФ на протяжении 48 лет» 31-го Московского международного кинофестиваля